# Cabañas de Sayago
Cabañas de Sayago ist ein nordwestspanischer Ort und eine Gemeinde (municipio) mit 151 Einwohnern (Stand: 2024) im Westen der Provinz Zamora der Autonomen Gemeinschaft Kastilien-León. 

## Lage
Cabañas de Sayago liegt in der kastilischen Hochebene in einer Höhe von etwa 810 m. Die Provinzhauptstadt Zamora ist etwa 22 Kilometer (Fahrtstrecke) in nordnordöstlicher Richtung entfernt. Das Klima im Winter ist durchaus kalt, im Sommer dagegen warm bis heiß, Regenfälle (ca. 507 mm/Jahr) fallen verteilt übers ganze Jahr.

## Bevölkerungsentwicklung
| Jahr      | 1970 | 1981 | 1991 | 2001 | 2011 | 2021 |
| Einwohner | 366  | 277  | 262  | 196  | 171  | 152  |

## Sehenswürdigkeiten

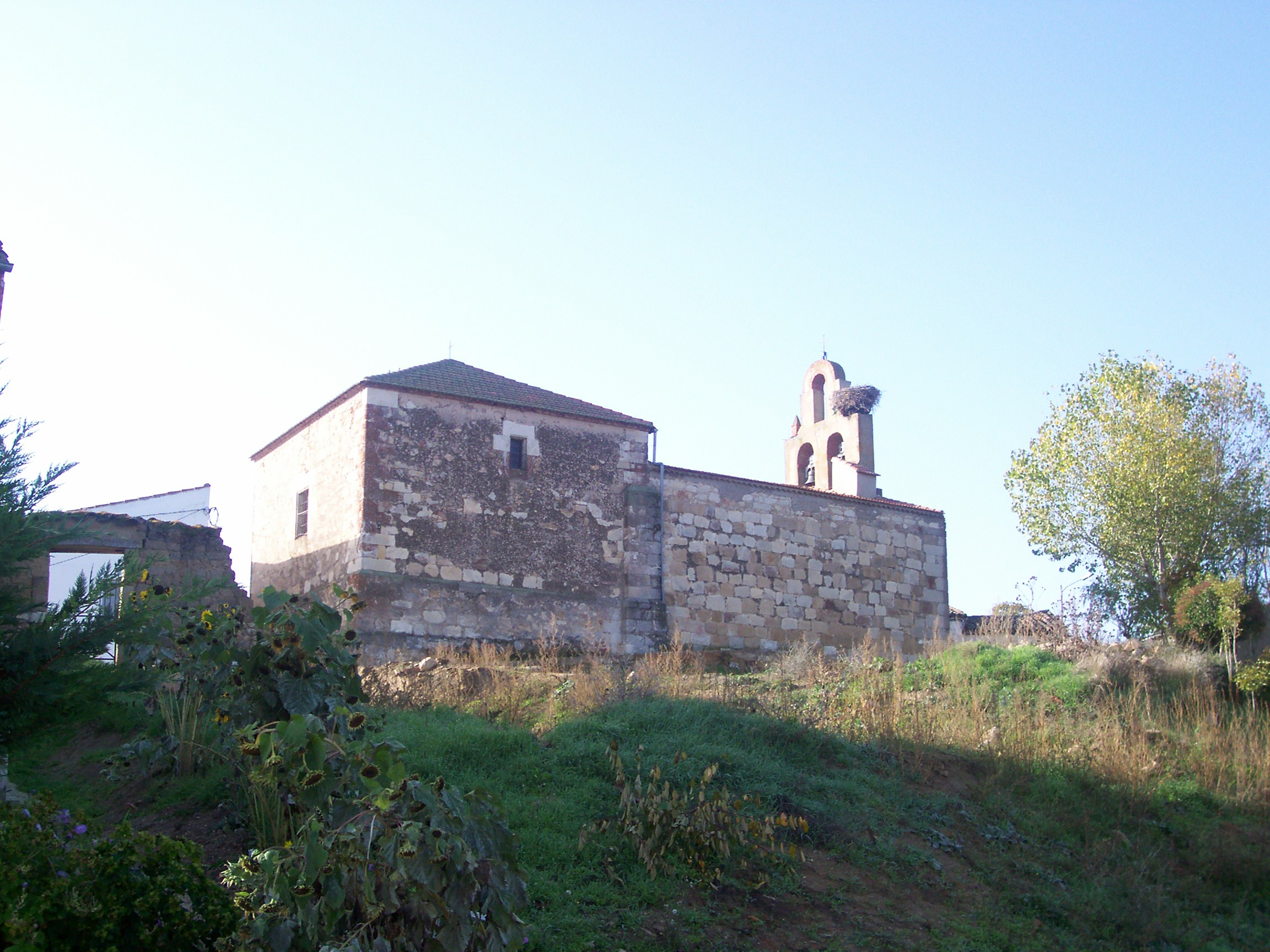
Michaeliskirche

- Michaeliskirche